# باشگاه فوتبال یوتی‌ای آراد
باشگاه فوتبال یوتی‌ای آراد (انگلیسی: FC UTA Arad) یک باشگاه فوتبال مستقر در شهرستان آراد، رومانی است که در حال حاضر در لیگ دسته اول فوتبال رومانی، بالاترین سطح لیگ فوتبال در این کشور به فعالیت می‌پردازد. 